# Алкария (Порту-де-Мош)
Алкария (порт. Alcaria) — район (фрегезия) в Португалии, входит в округ Лейрия. Является составной частью муниципалитета Порту-де-Мош. По старому административному делению входил в провинцию Эштремадура. Входит в экономико-статистический субрегион Пиньял-Литорал, который входит в Центральный регион.
Население составляет 244 человека на 2011 год (в 2001 году было 256 человек). Занимает площадь 14,15 км².